# Live Stages
Live Stages är det tredje albumet av den amerikanska alternativ rock-gruppen Vertical Horizon. Albumet släpptes för första gången 1997 av Rhytmic Records och nysläpptes senare på RCA Records. Skivan spelades in live under två dagar på Ziggy's i Winston-Salem, North Carolina.
Skivan innehåller låtar från bandets två första album, There and Back Again och Running on Ice, men även nytt material. Det var första gången som Vertical Horizon började använda sig av elgitarr tillsammans med akustisk gitarr och även första gången som bandet inkluderade Ed Toth. Ryan Fisher spelade bas.

## Låtlista
1. "The Man Who Would Be Santa" (Scannell) - 5:44
2. "The Ride" (Kane) - 3:31
3. "Falling Down" (Moylan/Scannell) - 5:15
4. "On the Sea" (Scannell) - 6:24
5. "Japan" (Kane) - 4:52
6. "It's Only Me" (Scannell) - 5:20
7. "Candyman" (Kane) - 4:20
8. "Fragments" (Scannell) - 4:44
9. "The Unchosen One" (Kane) - 5:19
10. "Heart in Hand" (Scannell) - 7:12
11. "Wash Away" (Kane) - 12:23
12. "Great Divide" (Scannell) - 4:25